# Saló de la fama del futbol italià
El Saló de la fama del futbol italià (italià: Hall of Fame del calcio italiano) és el saló de la fama dels jugadors de futbol associatiu que han tingut un impacte significatiu en el futbol italià.
Es troba al Museu del Calcio de Coverciano, Itàlia.

## Història i normativa
El Saló de la Fama va ser creat per la Federació Italiana de Futbol (FIGC) i la Fundació Museu del Futbol (italià: Fondazione Museo del Calcio) el 2011 per homenatjar personalitats del futbol que "van tenir un impacte inoblidable en la història del futbol italià". Té com a objectiu promoure el patrimoni, la història, la cultura i els valors del futbol italià.
Des de l'any 2011, s'afegeixen nous membres cada any i es divideixen en categories: jugador italià (retirat durant almenys dues temporades), entrenador italià (amb almenys 15 anys d'activitat), veterà italià (retirat almenys 25 anys abans), jugador estranger (retirat durant almenys dues temporades i que hagi jugat a Itàlia durant almenys cinc temporades), àrbitre italià (retirat durant almenys dues temporades), director italià (amb almenys 15 anys d'activitat) i Honors pòstums.
El jurat que figura en la Federació Italiana de Futbol està compost pels directors dels principals òrgans de premsa esportiva italians, entre ells: Luigi Ferrajolo (President de l'Associació italiana de Premsa Esportiva), Andrea Monti (La Gazzetta dello Sport), Alessandro Vocalelli (Corriere dello Sport – Stadio i Guerin Sportivo), Paolo Bernonarlo. No obstant això, en altres edicions s'ha utilitzat una composició diferent del jurat.
El 2014, es va agregar la categoria jugadora italiana. El 2018, es va afegir la categoria Joc net en honor del futbolista italià Davide Astori. El mateix any es va atorgar un premi especial a Gianni Brera.

## Llista de jugadors
| Any  | Jugador italià       | Entrenador italià    | Veterà italià       | Arbitre italià                           | Director italià     | Jugador estranger    | Jugadora italiana   | Honors postums       | Ref   |
| ---- | -------------------- | -------------------- | ------------------- | ---------------------------------------- | ------------------- | -------------------- | ------------------- | -------------------- | ----- |
| 2011 | Roberto Baggio       | Marcello Lippi       | Luigi Riva          | Pierluigi Collina                        | Adriano Galliani    | Michel Platini       | No lliurat          | Ottorino Barassi     | [ 5 ] |
| 2011 | Roberto Baggio       | Marcello Lippi       | Luigi Riva          | Pierluigi Collina                        | Adriano Galliani    | Michel Platini       | No lliurat          | Enzo Bearzot         | [ 5 ] |
| 2011 | Roberto Baggio       | Marcello Lippi       | Luigi Riva          | Pierluigi Collina                        | Adriano Galliani    | Michel Platini       | No lliurat          | Fulvio Bernardini    | [ 5 ] |
| 2011 | Roberto Baggio       | Marcello Lippi       | Luigi Riva          | Pierluigi Collina                        | Adriano Galliani    | Michel Platini       | No lliurat          | Giovanni Ferrari     | [ 5 ] |
| 2011 | Roberto Baggio       | Marcello Lippi       | Luigi Riva          | Pierluigi Collina                        | Adriano Galliani    | Michel Platini       | No lliurat          | Artemio Franchi      | [ 5 ] |
| 2011 | Roberto Baggio       | Marcello Lippi       | Luigi Riva          | Pierluigi Collina                        | Adriano Galliani    | Michel Platini       | No lliurat          | Giovanni Mauro       | [ 5 ] |
| 2011 | Roberto Baggio       | Arrigo Sacchi        | Luigi Riva          | Pierluigi Collina                        | Adriano Galliani    | Michel Platini       | No lliurat          | Giuseppe Meazza      | [ 5 ] |
| 2011 | Roberto Baggio       | Arrigo Sacchi        | Luigi Riva          | Pierluigi Collina                        | Adriano Galliani    | Michel Platini       | No lliurat          | Silvio Piola         | [ 5 ] |
| 2011 | Roberto Baggio       | Arrigo Sacchi        | Luigi Riva          | Pierluigi Collina                        | Adriano Galliani    | Michel Platini       | No lliurat          | Vittorio Pozzo       | [ 5 ] |
| 2011 | Roberto Baggio       | Arrigo Sacchi        | Luigi Riva          | Pierluigi Collina                        | Adriano Galliani    | Michel Platini       | No lliurat          | Gaetano Scirea       | [ 5 ] |
| 2011 | Roberto Baggio       | Arrigo Sacchi        | Luigi Riva          | Pierluigi Collina                        | Adriano Galliani    | Michel Platini       | No lliurat          | Ferruccio Valcareggi | [ 5 ] |
| 2012 | Paolo Maldini        | Giovanni Trapattoni  | Dino Zoff           | Luigi Agnolin                            | Giampiero Boniperti | Marco van Basten     | No lliurat          | Concetto Lo Bello    | [ 5 ] |
| 2012 | Paolo Maldini        | Giovanni Trapattoni  | Dino Zoff           | Luigi Agnolin                            | Giampiero Boniperti | Marco van Basten     | No lliurat          | Valentino Mazzola    | [ 5 ] |
| 2012 | Paolo Maldini        | Giovanni Trapattoni  | Dino Zoff           | Paolo Casarin                            | Giampiero Boniperti | Marco van Basten     | No lliurat          | Nereo Rocco          | [ 5 ] |
| 2012 | Paolo Maldini        | Giovanni Trapattoni  | Dino Zoff           | Paolo Casarin                            | Giampiero Boniperti | Marco van Basten     | No lliurat          | Angelo Schiavio      | [ 5 ] |
| 2013 | Franco Baresi        | Fabio Capello        | Gianni Rivera       | Sergio Gonella                           | Massimo Moratti     | Gabriel Batistuta    | No lliurat          | Eraldo Monzeglio     | [ 5 ] |
| 2013 | Franco Baresi        | Fabio Capello        | Gianni Rivera       | Cesare Gussoni                           | Massimo Moratti     | Gabriel Batistuta    | No lliurat          | Eraldo Monzeglio     | [ 5 ] |
| 2014 | Fabio Cannavaro      | Carlo Ancelotti      | Sandro Mazzola      | Stefano Braschi                          | Giuseppe Marotta    | Diego Maradona       | Carolina Morace     | Giacomo Bulgarelli   | [ 5 ] |
| 2014 | Fabio Cannavaro      | Carlo Ancelotti      | Sandro Mazzola      | Stefano Braschi                          | Giuseppe Marotta    | Diego Maradona       | Carolina Morace     | Carlo Carcano        | [ 5 ] |
| 2014 | Fabio Cannavaro      | Carlo Ancelotti      | Sandro Mazzola      | Stefano Braschi                          | Giuseppe Marotta    | Diego Maradona       | Carolina Morace     | Ferruccio Novo       | [ 5 ] |
| 2015 | Gianluca Vialli      | Roberto Mancini      | Marco Tardelli      | Roberto Rosetti                          | Corrado Ferlaino    | Ronaldo              | Patrizia Panico     | Umberto Agnelli      | [ 5 ] |
| 2015 | Gianluca Vialli      | Roberto Mancini      | Marco Tardelli      | Roberto Rosetti                          | Corrado Ferlaino    | Ronaldo              | Patrizia Panico     | Giacinto Facchetti   | [ 5 ] |
| 2015 | Gianluca Vialli      | Roberto Mancini      | Marco Tardelli      | Roberto Rosetti                          | Corrado Ferlaino    | Ronaldo              | Patrizia Panico     | Helenio Herrera      | [ 5 ] |
| 2016 | Giuseppe Bergomi     | Claudio Ranieri      | Paolo Rossi         | No lliurat (revocat per Graziano Cesari) | Silvio Berlusconi   | Paulo Roberto Falcão | Melania Gabbiadini  | Giulio Campanati     | [ 5 ] |
| 2016 | Giuseppe Bergomi     | Claudio Ranieri      | Paolo Rossi         | No lliurat (revocat per Graziano Cesari) | Silvio Berlusconi   | Paulo Roberto Falcão | Melania Gabbiadini  | Cesare Maldini       | [ 5 ] |
| 2016 | Giuseppe Bergomi     | Claudio Ranieri      | Paolo Rossi         | No lliurat (revocat per Graziano Cesari) | Silvio Berlusconi   | Paulo Roberto Falcão | Melania Gabbiadini  | Nils Liedholm        | [ 5 ] |
| 2017 | Alessandro Del Piero | Osvaldo Bagnoli      | Bruno Conti         | No lliurat                               | Sergio Campana      | Ruud Gullit          | Elisabetta Vignotto | Italo Allodi         | [ 8 ] |
| 2017 | Alessandro Del Piero | Osvaldo Bagnoli      | Bruno Conti         | No lliurat                               | Sergio Campana      | Ruud Gullit          | Elisabetta Vignotto | Renato Dall'Ara      | [ 8 ] |
| 2017 | Alessandro Del Piero | Osvaldo Bagnoli      | Bruno Conti         | No lliurat                               | Sergio Campana      | Ruud Gullit          | Elisabetta Vignotto | Stefano Farina       | [ 8 ] |
| 2017 | Alessandro Del Piero | Osvaldo Bagnoli      | Bruno Conti         | No lliurat                               | Sergio Campana      | Ruud Gullit          | Elisabetta Vignotto | Azeglio Vicini       | [ 8 ] |
| 2017 | Alessandro Del Piero | Osvaldo Bagnoli      | Bruno Conti         | No lliurat                               | Sergio Campana      | Ruud Gullit          | Elisabetta Vignotto | Árpád Weisz          | [ 8 ] |
| 2018 | Francesco Totti      | Massimiliano Allegri | Giancarlo Antognoni | Nicola Rizzoli                           | Antonio Matarrese   | Javier Zanetti       | Milena Bertolini    | Amedeo Amadei        | [ 4 ] |
| 2018 | Francesco Totti      | Massimiliano Allegri | Giancarlo Antognoni | Nicola Rizzoli                           | Antonio Matarrese   | Javier Zanetti       | Milena Bertolini    | Giuseppe Viani       | [ 4 ] |
| 2019 | Andrea Pirlo         | Carlo Mazzone        | Gabriele Oriali     | Alberto Michelotti                       | Antonio Percassi    | Zbigniew Boniek      | Sara Gama           | Pietro Anastasi      | [ 9 ] |
| 2019 | Andrea Pirlo         | Carlo Mazzone        | Gabriele Oriali     | Alberto Michelotti                       | Antonio Percassi    | Zbigniew Boniek      | Sara Gama           | Luigi Radice         | [ 9 ] |

### PremiDavide AstoriJoc net
| Nom           | Any  | Referència |
| ------------- | ---- | ---------- |
| Igor Trocchia | 2018 | [ 4 ]      |
| Mattia Agnese | 2019 | [ 9 ]      |
| Romelu Lukaku | 2019 | [ 9 ]      |

### Premi especial
| Nom          | Any  | Referència |
| ------------ | ---- | ---------- |
| Gianni Brera | 2018 | [ 4 ]      |